# بي. سيسيل غيتس
بي. سيسيل غيتس (بالإنجليزية: Brigham Cecil Gates)‏ هو كاتب ترانيم وملحن أمريكي، ولد في 17 أغسطس 1887 في Lāʻie, Hawaii ‏ في الولايات المتحدة، وتوفي في 31 أغسطس 1941 في سولت ليك في الولايات المتحدة.